# روجر س. فيلد
روجر س. فيلد (بالإنجليزية: Roger C. Field)‏ هو مخترِع وعازف قيثارة بريطاني، ولد في 31 يوليو 1945 في لندن في المملكة المتحدة.